# サイクリン依存性キナーゼ1
サイクリン依存性キナーゼ1（サイクリンいぞんせいキナーゼ1、英: cyclin-dependent kinase 1、略称: CDK1）は高度に保存されたタンパク質で、セリン/スレオニンキナーゼとして機能する、細胞周期調節の主要因子である。 cell division cycle protein 2 homolog（cdc2 homolog）とも呼ばれる。出芽酵母Saccharomyces cerevsiae、分裂酵母Schizosaccharomyces pombeでよく研究されており、それぞれcdc28とcdc2遺伝子にコードされている。ヒトではCDK1はCDC2遺伝子にコードされている。CDK1はサイクリンと複合体を形成してさまざまな標的基質をリン酸化し（出芽酵母では75種類を超える基質が同定されている）、細胞周期を進行させる。

## 構造
CDK1は約 34 kDaの小さなタンパク質で、高度に保存されている。CDK1のヒトのホモログと酵母のホモログは約63%のアミノ酸配列が同一である。さらに、cdc2遺伝子に変異を有する酵母は、ヒトホモログによってレスキュー（変異体表現型からの回復）を行うことができる。CDK1は、他のプロテインキナーゼにも共通して存在する、プロテインキナーゼモチーフのみによってほぼ構成されている。他のキナーゼと同様、CDK1にはATPが結合する溝が存在している。基質は溝の入り口付近に結合し、CDK1はATPのγ-リン酸と基質のセリン/スレオニン残基のヒドロキシル基の間の共有結合の形成を触媒する。
触媒コアに加えて、CDK1は他のサイクリン依存性キナーゼ（CDK）と同様に活性化ループ（Tループ）を持っている。サイクリンと相互作用していないときには、TループはCDK1の活性部位に基質が結合するのを防いでいる。また、CDK1はPSTAIREヘリックス（Cヘリックス）を持っている。このヘリックスはサイクリンの結合に伴って移動して活性部位を再配置し、CDK1のキナーゼ活性を促進する。これらの基本的機構はCDK2などの他のCDKと共通であるものの、具体的な相互作用様式はCDKごとに異なる。

## 機能

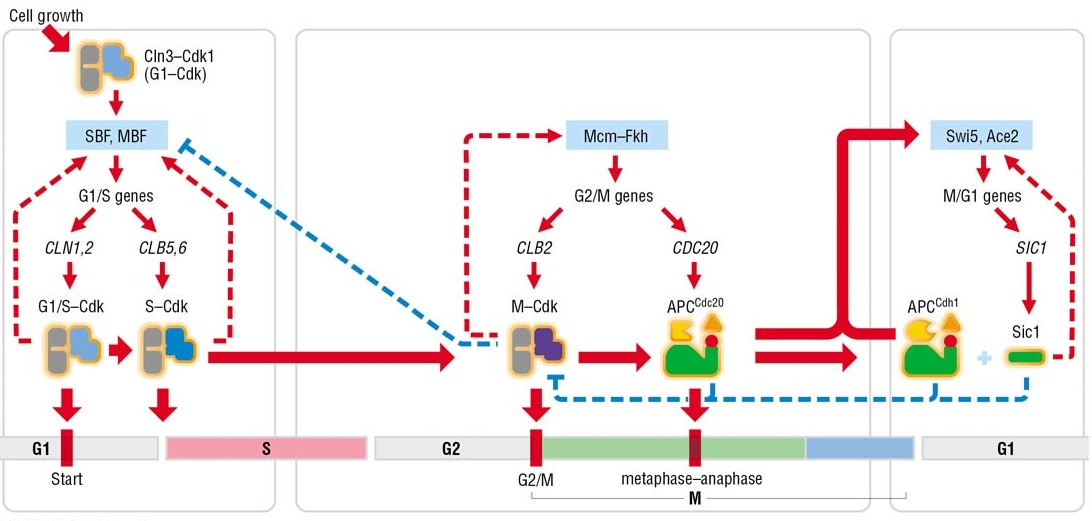
S. cerevisiaeの細胞周期の進行におけるCdk1（Cdc28）の役割を示した模式図。Cln3-Cdk1はCln1,2-Cdk1の活性化を引き起こし、 その後Clb5,6-Cdk1、Clb1-4-Cdk1の活性化を引き起こす。

サイクリンと結合したCDK1によるリン酸化は、細胞周期の進行を引き起こす。CDK1の活性は出芽酵母S. cerevisiaeで最もよく理解が進んでいるため、ここではS. cerevisiaeのCdk1（Cdc28）の活性について記述する。
出芽酵母では、細胞周期の進行の開始は、SBF（SCB-binding factor）とMBF（MCB-binding factor）という2つの調節複合体によって制御されている。これらの2つの複合体はG1/S期の遺伝子の転写を制御するが、通常は不活性状態である。SBFはWhi5によって阻害されているが、Cln3-Cdk1（脊椎動物ではサイクリンD）によるリン酸化によってWhi5は核から搬出され、G1/Sレギュロンの転写が行われる。このレギュロンにははG1/S期のサイクリンCln1、2（脊椎動物ではサイクリンE）が含まれている。G1/S期サイクリン-Cdk1の活性によってS期へ進行するための準備（中心体の複製など）が行われ、S期サイクリン（Clb5、6、脊椎動物ではサイクリンA）のレベルが上昇する。S期サイクリン-Cdk1複合体は直接的に複製起点の初期化を行うが、尚早なS期の開始はSic1によって防がれている。
G1/S期サイクリンまたはS期サイクリン-Cdk1複合体の活性によってSic1のレベルは急激に低下し、S期への進行が行われる。その後、M期サイクリン（Clb1、2、3、4など、脊椎動物ではサイクリンB）とCdk1との複合体によるリン酸化が紡錘体の組み立てや姉妹染色分体の分離を引き起こす。また、Cdk1によるリン酸化はユビキチンリガーゼであるAPCCdc20も活性化し、染色分体の分離や、さらにはM期サイクリンの分解を活性化する。このM期サイクリンの破壊によって、有糸分裂の最終段階（紡錘体の解体など）が引き起こされる。

## 調節
CDK1はサイクリンの結合によって調節されている。サイクリンの結合によってCDK1の活性部位へのアクセスが変化し、CDK1はキナーゼ活性を発揮できるようになる。さらに、サイクリンはCDK1の活性に特異性を付与する。少なくとも一部のサイクリンには基質と直接相互作用する疎水的パッチが存在し、それによって標的特異性が得られている。サイクリンは、特定の細胞内部位へのCDK1の標的化を行うこともある。
サイクリンによる調節に加えて、CDK1はリン酸化によっても調節されている。保存されたチロシン残基（ヒトではTyr15）のリン酸化はCDK1を阻害する。このリン酸化によってATPの結合配向が変化し、効率的なキナーゼ活性が阻害されると考えられている。分裂酵母S. pombeでは、DNA合成が完了していないときにはこのリン酸化が安定化され、有糸分裂の進行は防がれる。すべての真核生物に保存されているWee1がTyr15のリン酸化を行い、Cdc25ファミリーのメンバーのホスファターゼがこの活性に拮抗する。これらの因子間のバランスによって細胞周期の進行は制御されていると考えられている。Wee1はさらに上流のCdr1、Cdr2、Pom1などの因子によって制御されている。
CDK1-サイクリン複合体は、CDK阻害因子の直接的な結合によっても制御されている。このようなタンパク質の1つが上述したSic1である。Sic1はS期サイクリンClb5,6-Cdk1複合体に直接結合して阻害を行う因子である。 G1/S期サイクリンCln1,2-Cdk1によるSic1の複数箇所のリン酸化は、Sic1のユビキチン化と分解のタイミング、すなわちS期への進行のタイミングを決定していると考えられている。Sic1による阻害が克服されたときにのみClb5,6の活性が生じ、S期が開始される。

## 相互作用
CDK1は次に挙げる因子と相互作用することが示されている。
- BCL2[15][16]
- CCNB1[17][18][19]
- CCNE1[17][20]
- CDLN3（英語版）[21][22]
- DAB2（英語版）[23]
- FANCC（英語版）[24][25]
- GADD45A（英語版）[26][27][28][29]
- LATS1（英語版）[30]
- LYN（英語版）[31][32]
- P53[33][34]
- UBC（英語版）[35]

## 関連文献
- “Cdc25 protein phosphatases in cell proliferation”. Biochim. Biophys. Acta 1332 (2):  M53–63. (1997). doi:10.1016/S0304-419X(96)00049-2. PMID 9141461.
- “Partner molecules of accessory protein Vpr of the human immunodeficiency virus type 1”. DNA Cell Biol. 23 (4):  193–205. (2004). doi:10.1089/104454904773819789. PMID 15142377.
- “Human immunodeficiency virus type-1 accessory protein Vpr: a causative agent of the AIDS-related insulin resistance/lipodystrophy syndrome?”. Ann. N. Y. Acad. Sci. 1024:  153–167. (2004). doi:10.1196/annals.1321.013. PMID 15265780.
- “Structure and function of HIV-1 auxiliary regulatory protein Vpr: novel clues to drug design”. Curr. Drug Targets Immune Endocr. Metabol. Disord. 4 (4):  265–275. (2005). doi:10.2174/1568008043339668. PMID 15578977.
- “The Vpr protein from HIV-1: distinct roles along the viral life cycle”. Retrovirology 2:  11. (2006). doi:10.1186/1742-4690-2-11. PMC 554975. PMID 15725353.
- “Viral infections and cell cycle G2/M regulation”. Cell Res. 15 (3):  143–149. (2005). doi:10.1038/sj.cr.7290279. PMID 15780175.
- “HIV-1 viral protein R (Vpr) & host cellular responses”. Indian J. Med. Res. 121 (4):  270–86. (2005). PMID 15817944.
- “Cell cycle sibling rivalry: Cdc2 vs. Cdk2”. Cell Cycle 4 (11):  1491–1494. (2007). doi:10.4161/cc.4.11.2124. PMID 16258277.
- “Roles of HIV-1 auxiliary proteins in viral pathogenesis and host-pathogen interactions”. Cell Res. 15 (11–12):  923–934. (2006). doi:10.1038/sj.cr.7290370. PMID 16354571.
- “[Biologic availability and "1st pass" effect of drugs]”. Fortschr. Med. 95 (28):  1765–6, 1774–80. (1977). PMID 914146.
- “Interaction between the cell-cycle-control proteins p34cdc2 and p9CKShs2. Evidence for two cooperative binding domains in p9CKShs2”. Eur. J. Biochem. 203 (3):  353–360. (1992). doi:10.1111/j.1432-1033.1992.tb16557.x. PMID 1310466.
- “cdc2 family kinases phosphorylate a human cell DNA replication factor, RPA, and activate DNA replication”. EMBO J. 11 (6):  2189–99. (1992). doi:10.1002/j.1460-2075.1992.tb05278.x. PMC 556686. PMID 1318195.
- “Formation and activation of a cyclin E-cdk2 complex during the G1 phase of the human cell cycle”. Science 257 (5077):  1689–1694. (1992). doi:10.1126/science.1388288. PMID 1388288.
- “Casein kinase II phosphorylates p34cdc2 kinase in G1 phase of the HeLa cell division cycle”. J. Biol. Chem. 267 (28):  20317–25. (1992). PMID 1400350.
- “Localization of the rap1GAP catalytic domain and sites of phosphorylation by mutational analysis”. Mol. Cell. Biol. 12 (10):  4634–42. (1992). doi:10.1128/MCB.12.10.4634. PMC 360390. PMID 1406653.
- “Reversible phosphorylation--dephosphorylation determines the localization of rab4 during the cell cycle”. EMBO J. 11 (12):  4379–89. (1992). doi:10.1002/j.1460-2075.1992.tb05538.x. PMC 557012. PMID 1425574.
- “A phosphorylation site located in the NH2-terminal domain of c-Myc increases transactivation of gene expression”. J. Biol. Chem. 266 (35):  23521–4. (1992). PMID 1748630.
- “The retinoblastoma protein is phosphorylated on multiple sites by human cdc2”. EMBO J. 10 (13):  4279–90. (1992). doi:10.1002/j.1460-2075.1991.tb05006.x. PMC 453181. PMID 1756735.
- “Regional assignment of the human cell cycle control gene CDC2 to chromosome 10q21 by in situ hybridization”. Hum. Genet. 87 (5):  621–2. (1991). doi:10.1007/BF00209025. PMID 1916766.
- “Phosphorylation by cdc2 kinase modulates DNA binding activity of high mobility group I nonhistone chromatin protein”. J. Biol. Chem. 266 (30):  19945–52. (1991). PMID 1939057.